# Kettlebell
Kettlebell é um equipamento utilizado no mundo antigo para exercícios musculares. Trata-se de uma bola de ferro fundido com uma alça.
Os homens fortes da época usavam esses pesos para demonstrar suas forças, participando de atividades e jogos com essas peças antigas.
A história detalha a presença dessas atividades na Europa desde o século XVI, onde bolas de ferro maciças eram encontradas em feiras e mercados da época.
Porém foi na Rússia czarina que essas esferas de metal começaram a revelar sua verdadeira significância na aquisição de força e resistência (endurance). Completa com uma alça prática, o kettlebell ou gyria se tornou a peça principal para qualquer guerreiro russo. De fato, de acordo com Pavel Tsatsouline, grande responsável pela introdução do treinamento com kettlebell nos Estados Unidos, na Rússia czarina os termos strongman e girevik ou kettlebell man eram sinônimos.
Muito tem sido falado a respeito do treinamento com kettlebell nos Estados Unidos e tudo isso se deve às distintas vantagens que o método oferece comparado com as outras modalidades que o mercado, principalmente o brasileiro, tem oferecido. Abaixo estão enumeradas algumas das razões pela qual se fala tanto da eficiência dos kettlebells:
Produz trabalho de força em grande amplitude de movimento. Essa amplitude de movimento avantajada provoca o stretch reflex, o que aumenta a capacidade do corpo humano de produzir força, movimentação e agilidade.
Expõe fraquezas individuais e promove correções de assimetria corporal. Como a maioria dos gestos executados no treinamento com kettlebell é feita unilateralmente, assimetrias e compensações são muito mais fáceis de serem detectadas.
Auxilia no desenvolvimento de estruturas articulares fortes e flexíveis. O treinamento com kettlebell exige muito que as articulações se estabilizem dinamicamente, o que reduz o potencial de lesão e permite maior eficiência na produção de forca muscular.

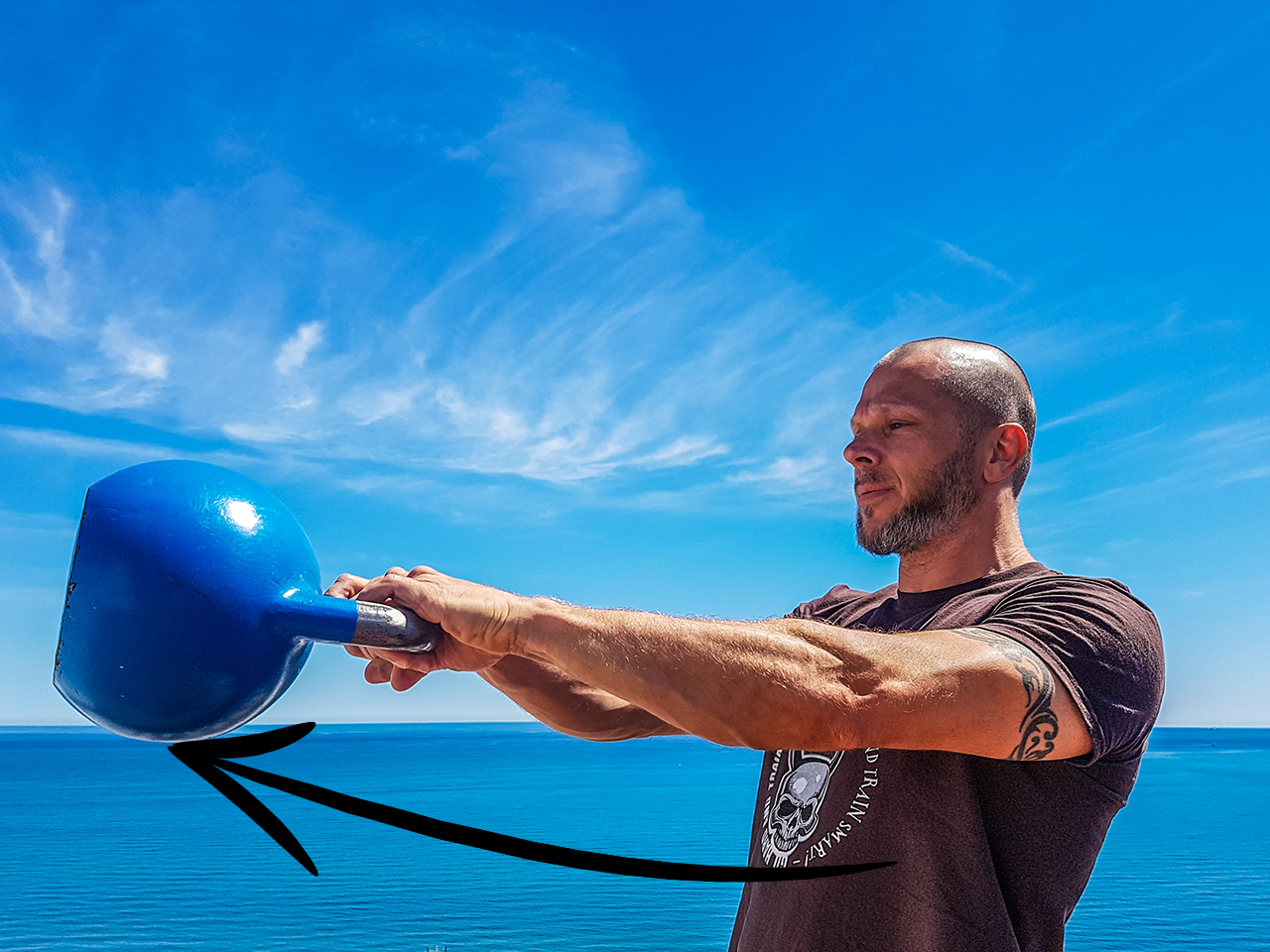

Oferece uma infinita variedade de exercícios com uma única peça.
Intensifica a produção de potência muscular.
Ensina o corpo a maneira de absorver força e redirecioná-la.
O treinamento com kettlebell é muito popular entre os praticantes de lutas, principalmente grappling e artes marciais mistas (MMA) (outrora conhecido como vale-tudo). O russo Fedor Emelianenko é um grande entusiasta do método.[carece de fontes?]